# De kneep van Knipmenis
Heer Bommel en de kneep van Knipmenis of kortweg De kneep van Knipmenis is 45ste verhaal uit de Bommelsaga, geschreven en getekend door Marten Toonder. Het verhaal verscheen voor het eerst op 28 augustus 1951 en liep tot 25 oktober van dat jaar. Het verhaal draait om de idiote kosten van een bewapeningswedloop rond slot Bommelstein.

## Samenvatting
Heer Bommel en Tom Poes vernemen dat roversbendes uit de Zwarte Bergen al enkele dorpen hebben bezet en nu ook oprukken richting Rommeldam. 
Op Bommelstein treft Heer Bommel achter zijn bureau opeens een vreemd mannetje aan, dat vertelt dat hij Lieven Knipmenis heet. Knipmenis verklaart zich tegenover Heer Bommel bereid om het kasteel te helpen verdedigen tegen de rovers die onderweg zijn. Heer Bommel vertrouwt Knipmenis en geeft hem volmachten als rentmeester. Knipmenis verkoopt hierna de gehele inboedel van Bommelstein, naar hij zelf beweert om daarmee de verdediging van het kasteel te betalen. Knipmenis laat Bommelstein ombouwen tot een heus fort, inclusief slingerblijden en goedendags. In werkelijkheid is het echter Knipmenis zelf die stiekem alle roversbelasting oplegt en int, terwijl intussen hele boerenfamilies uit hun woningen zijn gezet omdat ze die belasting niet konden betalen. 
Het lukt de roversbende – onder leiding van hun hoofdman Bruno de Barre – in eerste instantie om Bommelstein te bezetten, omdat Heer Bommel het inmiddels leeggehaalde kasteel maar heeft opgegeven. De huurlingen die waren aangesteld om Bommelstein te beschermen (onder leiding van Wammes Waggel als tamboer-majoor) deserteren en sluiten zich bij de rovers aan. Uiteindelijk wordt Knipmenis door Tom Poes ontmaskerd als een bedrieger en het hele verhaal loopt uiteindelijk goed af.